# Celama tuberculalis
Celama tuberculalis är en fjärilsart som beskrevs av Mann 1857. Celama tuberculalis ingår i släktet Celama och familjen trågspinnare. Inga underarter finns listade i Catalogue of Life.